# Chordariaceae
Chordariaceae  é uma família de algas da ordem Ectocarpales.
Os membros da família podem ser filamentosos, crostosos com células fundidas na base ou podem assumir forma cilíndrica com uma medula central e córtice exterior fotossintético. Possuem um talo esporofítico normalmente agregado para formar um pseudo-parênquima.
A sua pigmentação é castanha.

## Géneros
De acordo com a AlgaeBASE (30 de Outubro de 2012):
- género Acrocytis Rosenvinge
- género Acrothrix Kylin
- género Acrotrichium Womersley & Skinner
- género Actinema Reinsch
- género Ascocyclus Magnus
- género Ascoseirophila A.F.Peters
- género Asperococcus J.V.Lamouroux
- género Botrytella Bory de Saint-Vincent
- género Buffhamia Batters
- género Chilionema Sauvageau
- género Chordaria C.Agardh
- género Chuckchia R.T.Wilce, P.M.Pedersen & Sekida
- género Cladochroa Skottsberg
- género Cladosiphon Kützing
- género Cladothele J.D.Hooker & Harvey
- género Clathrodiscus Hamel
- género Climacosorus Sauvageau
- género Coelocladia Rosenvinge
- género Coilodesme Strømfelt
- género Corycus Kjellman
- género Corynophlaea Kützing
- género Cylindrocarpus P.L.Crouan & H.M.Crouan
- género Delamarea Hariot
- género Dermatocelis Rosenvinge
- género Desmotrichum Kützing
- género Dictyosiphon Greville
- género Elachista Duby
- género Elachistiella Cassano, Yoneshigue-Valentin & M.J.Wynne
- género Entonema Reinsch
- género Eudesme J.Agardh
- género Flabellonema Skinner & Womersley
- género Fosliea Reinke
- género Giraudia Derbès & Solier
- género Gononema Kuckuck & Skottsberg
- género Halonema Jaasund
- género Halorhipis Saunders
- género Halorhiza Kützing
- género Halothrix Reinke
- género Hamelella Børgesen
- género Haplogloia Levring
- género Hecatonema Sauvageau
- género Heterosaundersella Tokida
- género Hummia J.Fiore
- género Isthmoplea Kjellman
- género Kurogiella Kawai
- género Laminariocolax Kylin
- género Laminarionema Kawai & Tokuyama
- género Leathesia S.F.Gray
- género Leblondiella G.Hamel
- género Leptonematella P.C.Silva
- género Levringia Kylin
- género Liebmannia J.Agardh
- género Litosiphon Harvey
- género Melanosiphon M.J.Wynne
- género Melastictis Reinsch
- género Mesogloia C.Agardh
- género Mesogloiopsis Womersley & Bailey
- género Microcoryne Strömfelt
- género Microspongium Reinke
- género Mikrosyphar Kuckuck
- género Myelophycus Kjellman
- género Myriactula Kuntze
- género Myriocladia J.Agardh
- género Myriogloea P.Kuckuck ex F.Oltmanns
- género Myrionema Greville
- género Myriotrichia Harvey
- género Nemacystus Derbès & Solier
- género Neoleptonema E.-Y.Lee & I.K.Lee
- género Omphalophyllum Rosenvinge
- género Papenfussiella Kylin
- género Phaeophysema A.Tanaka, S.Uwai & H. Kawai
- género Phaeostroma Kuckuck
- género Phaeostromatella P.(J.L.) Dangeard
- género Phycocelis Strömfelt
- género Pilocladus Kornmann
- género Platysiphon Wilce
- género Polycerea J.Agardh
- género Proselachista Y.P.Lee & Garbary
- género Protectocarpus Kornmann
- género Punctaria Greville
- género Rhadinocladia Schuh
- género Saundersella Kylin
- género Sauvageaugloia G.Hamel ex Kylin
- género Soranthera Postels & Ruprecht
- género Spermatochnus Kützing
- género Sphaerotrichia Kylin
- género Stictyosiphon Kützing
- género Stilophora J.Agardh
- género Stilopsis Kuckuck
- género Streblonema Derbès & Solier
- género Streblonemopsis R.Valiante
- género Strepsithalia Bornet ex Sauvageau
- género Striaria Greville
- género Suringariella Womersley & Bailey
- género Tinocladia Kylin
- género Trachynema P.-M.Pedersen
- género Trichocladia Harvey
- género Ulonema Foslie
- género Vimineoleathesia A.Tanaka, S.Uwai & H. Kawai
- género Zeacarpa Anderson, Simons & Bolton
- género Zosterocarpus Bornet

De acordo com o CatalogueofLife (30 de Outubro de 2012):
- género Acrocytis
- género Acrospongium
- género Acrothrix
- género Acrotrichium
- género Actinema
- género Adriogloia
- género Ascocyclus
- género Asperococcus
- género Botrytella
- género Buffhamia
- género Chilionema
- género Chnoospora
- género Chordaria
- género Cladochroa
- género Cladosiphon
- género Cladothele
- género Clathrodiscus
- género Clavatella
- género Climacosorus
- género Coelocladia
- género Coilodesme
- género Corycus
- género Corynophlaea
- género Cylindrocarpus
- género Dalmatogloia
- género Delamarea
- género Dermatocelis
- género Desmotrichum
- género Dictyosiphon
- género Elachista
- género Entonema
- género Eudesme
- género Flabellonema
- género Fosliea
- género Giffordia
- género Giraudia
- género Gonodia
- género Gononema
- género Gontrania
- género Halodictyon
- género Halonema
- género Halorhipis
- género Halorhiza
- género Halothrix
- género Hamelella
- género Hecatonema
- género Herpodiscus
- género Herponema
- género Heterophycus
- género Heterosaundersella
- género Hummia
- género Hydroclathrus
- género Isthmoplea
- género Kuetzingiella
- género Kurogiella
- género Laminariocolax
- género Laminarionema
- género Leathesia
- género Leblondiella
- género Leptonema
- género Leptonematella
- género Levringia
- género Liebmannia
- género Litosiphon
- género Melanosiphon
- género Mesogloia
- género Mesogloiopsis
- género Microcoryne
- género Microspongium
- género Microsporangium
- género Mikrosyphar
- género Myelophycus
- género Myriactula
- género Myriocladia
- género Myriogloea
- género Myrionema
- género Myriotrichia
- género Nemacystus
- género Omphalophyllum
- género Papenfussiella
- género Petrospongium
- género Phaeostroma
- género Phaeostromatella
- género Phaeostrophion
- género Phloeospora
- género Phycocelis
- género Phycolapathum
- género Pilocladus
- género Platysiphon
- género Pleurocladia
- género Polycerea
- género Proselachista
- género Protasperococcus
- género Protectocarpus
- género Punctaria
- género Rhadinocladia
- género Saundersella
- género Sauvageaugloia
- género Soranthera
- género Sorocarpus
- género Spermatochnus
- género Sphaerotrichia
- género Spongonema
- género Stictyosiphon
- género Stilophora
- género Stilopsis
- género Streblonema
- género Streblonemopsis
- género Strepsithalia
- género Striaria
- género Stschapovia
- género Suringariella
- género Tinocladia
- género Trachynema
- género Trichocladia
- género Ulonema
- género Xanthosiphonia
- género Zeacarpa
- género Zosterocarpus

De acordo com o ITIS (30 de Outubro de 2012):
- género Analipus
- género Chordaria
- género Cladosiphon
- género Eudesme
- género Haplogloia
- género Liebmannia
- género Mesogloia
- género Myriocladia
- género Saundersella
- género Sauvageaugloia
- género Sphaerotrichia
- género Strepsithalia
- género Tinocladia

De acordo com o NCBI (30 de Outubro de 2012):
- género Ascoseirophila
- género Asperococcus
- género Austrofilum
- género Botrytella
- género Chordaria
- género Chordariopsis
- género Cladosiphon
- género Coilodesme
- género Corycus
- género Corynophlaea
- género Delamarea
- género Dictyosiphon
- género Elachista
- género Eudesme
- género Giraudia
- género Gononema
- género Halothrix
- género Haplogloia
- género Hecatonema
- género Herponema
- género Heterosaundersella
- género Hummia
- género Isthmoplea
- género Kurogiella
- género Laminariocolax
- género Laminarionema
- género Leathesia
- género Leptonematella
- género Litosiphon
- género Melanosiphon
- género Microspongium
- género Mikrosyphar
- género Myelophycus
- género Myriactula
- género Myriogloea
- género Myrionema
- género Myriotrichia
- género Papenfussiella
- género Petrospongium
- género Pleurocladia
- género Polytretus
- género Proselachista
- género Protectocarpus
- género Punctaria
- género Sauvageaugloia
- género Soranthera
- género Sorocarpus
- género Spermatochnus
- género Sphaerotrichia
- género Stictyosiphon
- género Streblonema
- género Striaria
- género Stschapovia
- género Tinocladia
- género Ulonema

De acordo com o World Register of Marine Species (30 de Outubro de 2012}} :
- género Acrocytis Rosenvinge, 1933
- género Acrospongium Schiffner, 1916
- género Acrothrix Kylin, 1907
- género Acrotrichium Womersley & Skinner, 1987
- género Actinema Reinsch, 1874-1875
- género Adriogloia Ercegovic, 1955
- género Ascocyclus Magnus, 1874
- género Ascoseirophila A.F.Peters, 2003
- género Asperococcus J.V.Lamouroux, 1813
- género Botrytella Bory de Saint-Vincent, 1822
- género Buffhamia Batters, 1895
- género Castagnea A.Derbès & A.Solier, 1851
- género Chilionema Sauvageau, 1898
- género Chordaria C.Agardh, 1817
- género Chukchia R.T.Wilce, P.M.Pedersen & Sekida, 2009
- género Cladochroa Skottsberg, 1921
- género Cladosiphon Kützing, 1843
- género Cladothele J.D.Hooker & Harvey, 1845
- género Clathrodiscus Hamel, 1935
- género Climacosorus Sauvageau, 1933
- género Coelocladia Rosenvinge, 1893
- género Coilodesme Strømfelt, 1886
- género Corycus Kjellman, 1889
- género Corynophlaea Kützing, 1843
- género Cylindrocarpus P.L.Crouan & H.M.Crouan, 1851
- género Dalmatogloia Ercegovic, 1955
- género Delamarea Hariot, 1889
- género Dermatocelis Rosenvinge, 1898
- género Desmotrichum Kützing, 1845
- género Dichosporangium Hauck, 1884
- género Dictyosiphon Greville, 1830
- género Elachista Duby, 1830
- género Elachistiella Cassano, Yoneshigue-Valentin & M.J.Wynne, 2004
- género Entonema Reinsch, 1875
- género Eudesme J.Agardh, 1882
- género Flabellonema Skinner & Womersley, 1984
- género Fosliea Reinke, 1891
- género Giraudia Derbès & Solier, 1851
- género Gononema Kuckuck & Skottsberg, 1921
- género Gontrania Sauvageau, 1936
- género Halonema Jaasund, 1951
- género Halorhipis Saunders, 1898
- género Halorhiza Kützing, 1843
- género Halothrix Reinke, 1888
- género Hamelella Børgesen, 1942
- género Hecatonema Sauvageau, 1898 '1897'
- género Heterophycus Trevisan, 1848
- género Heterosaundersella Tokida, 1942
- género Hummia J.Fiore, 1975
- género Isthmoplea Kjellman, 1877
- género Kolderupia S.Lund, 1959
- género Kurogiella Kawai, 1993
- género Laminariocolax Kylin, 1947
- género Laminarionema Kawai & Tokuyama, 1995
- género Leathesia S.F.Gray, 1821
- género Leblondiella G.Hamel, 1939
- género Leptonematella P.C.Silva, 1959
- género Levringia Kylin, 1940
- género Liebmannia J.Agardh, 1842
- género Litosiphon Harvey, 1849
- género Melanosiphon M.J.Wynne, 1969
- género Melastictis Reinsch, 1890
- género Mesogloia C.Agardh, 1817
- género Mesogloiopsis Womersley & Bailey, 1987
- género Microcoryne Strömfelt, 1888
- género Microspongium Reinke, 1888
- género Microsporangium
- género Mikrosyphar Kuckuck, 1895
- género Myelophycus Kjellman, 1893
- género Myriactis Kützing, 1843
- género Myriactula Kuntze, 1898
- género Myriocladia J.Agardh, 1841
- género Myriogloea P.Kuckuck ex F.Oltmanns, 1922
- género Myrionema Greville, 1827
- género Myriotrichia Harvey, 1834
- género Nemacystus Derbès & Solier, 1850
- género Neoleptonema E.-Y.Lee & I.K.Lee, 2002
- género Omphalophyllum Rosenvinge, 1893
- género Papenfussiella Kylin, 1940
- género Phaeophysema A.Tanaka, S.Uwai & H. Kawai, 2010
- género Phaeostromatella P.(J.L.) Dangeard, 1970
- género Phycocelis Strömfelt, 1888
- género Pilocladus Kornmann, 1954
- género Platysiphon Wilce, 1962
- género Polycerea J.Agardh, 1882
- género Proselachista Y.P.Lee & Garbary, 1999
- género Protasperococcus Sauvageau, 1931
- género Protectocarpus Kornmann, 1955
- género Punctaria Greville, 1830
- género Rhadinocladia Schuh, 1900
- género Saundersella Kylin, 1940
- género Sauvageaugloia G.Hamel ex Kylin, 1940
- género Soranthera Postels & Ruprecht, 1840
- género Spermatochnus Kützing, 1843
- género Sphaerotrichia Kylin, 1940
- género Stictyosiphon Kützing, 1843
- género Stilophora J.Agardh, 1841
- género Stilopsis Kuckuck, 1929
- género Streblonemopsis R.Valiante, 1883
- género Strepsithalia Bornet ex Sauvageau, 1896
- género Striaria Greville, 1828
- género Suringariella Womersley & Bailey, 1987
- género Tinocladia Kylin, 1940
- género Trachynema P.-M.Pedersen, 1985
- género Ulonema Foslie, 1893
- género Vimineoleathesia A.Tanaka, S.Uwai & H. Kawai, 2010
- género Zeacarpa Anderson, Simons & Bolton, 1988
- género Zonarina Ørsted
- género Zonarius Ørsted
- género Zosterocarpus Bornet, 1890
- género Halodictyon Kützing, 1843
- género Homoeostroma J.Agardh, 1896
- género Phacochorda Trevisan, 1849
- género Phymacium Link, 1833